# ADO.NET
ADO.NET (ang. ActiveX Data Objects for .NET) – zbiór programów i bibliotek komputerowych używanych przez programistów w celu dostępu do danych i serwisów danych.
Jest częścią Base Class Library, która jest załączona w platformie Microsoft .NET Framework. Używany jest głównie do dostępu i modyfikacji danych przechowywanych w relacyjnych bazach danych, mimo to może jednak zapewniać dostęp do nierelacyjnych źródeł danych. ADO.NET czasami jest uważany za kontynuację technologii ADO, jednak zmieniony został w takim stopniu, że można uważać go za nowy produkt.